# 黃褐光鰓魚
黃褐光鰓魚（學名：Chromis xutha），又稱黃褐光鰓雀鯛，是輻鰭魚綱鱸形目雀鯛科光鰓魚屬的其中一種，分布於西印度洋肯亞、坦尚尼亞、葛摩、馬爾地夫與查戈斯群島海域，深度2至20公尺，體長可達7公分，棲息在外海珊瑚礁，以浮游生物為食，繁殖期時成對出現，雄魚會守護卵直到孵化，生活習性不明。